# Axiom Space
Axiom Space, Inc., även känt som Axiom Space, är ett amerikanskt privatfinansierat företag inom rymdinfrastruktur med huvudkontor i Houston, Texas.
Företaget grundades 2016 av Michael T. Suffredini och Kam Ghaffarian och genomförde sin första rymdfärd 2022, Axiom Mission 1, den första kommersiellt bemannade privata rymdfärden till den internationella rymdstationen. Företaget har som mål att äga och driva världens första kommersiella rymdstation i slutet av 2020-talet. Företagets anställda inkluderar tidigare NASA-administratör Charles Bolden och astronauterna Michael López-Alegría, Peggy Whitson, Brent W. Jett Jr och Koichi Wakata.
Företaget skickade sina första kommersiella astronauter i omloppsbana 2022. Företaget planerar också bemannade rymdfärder för statligt finansierade och kommersiella astronauter som ägnar sig åt rymdforskning, rymdtillverkning och utforskning av rymden.

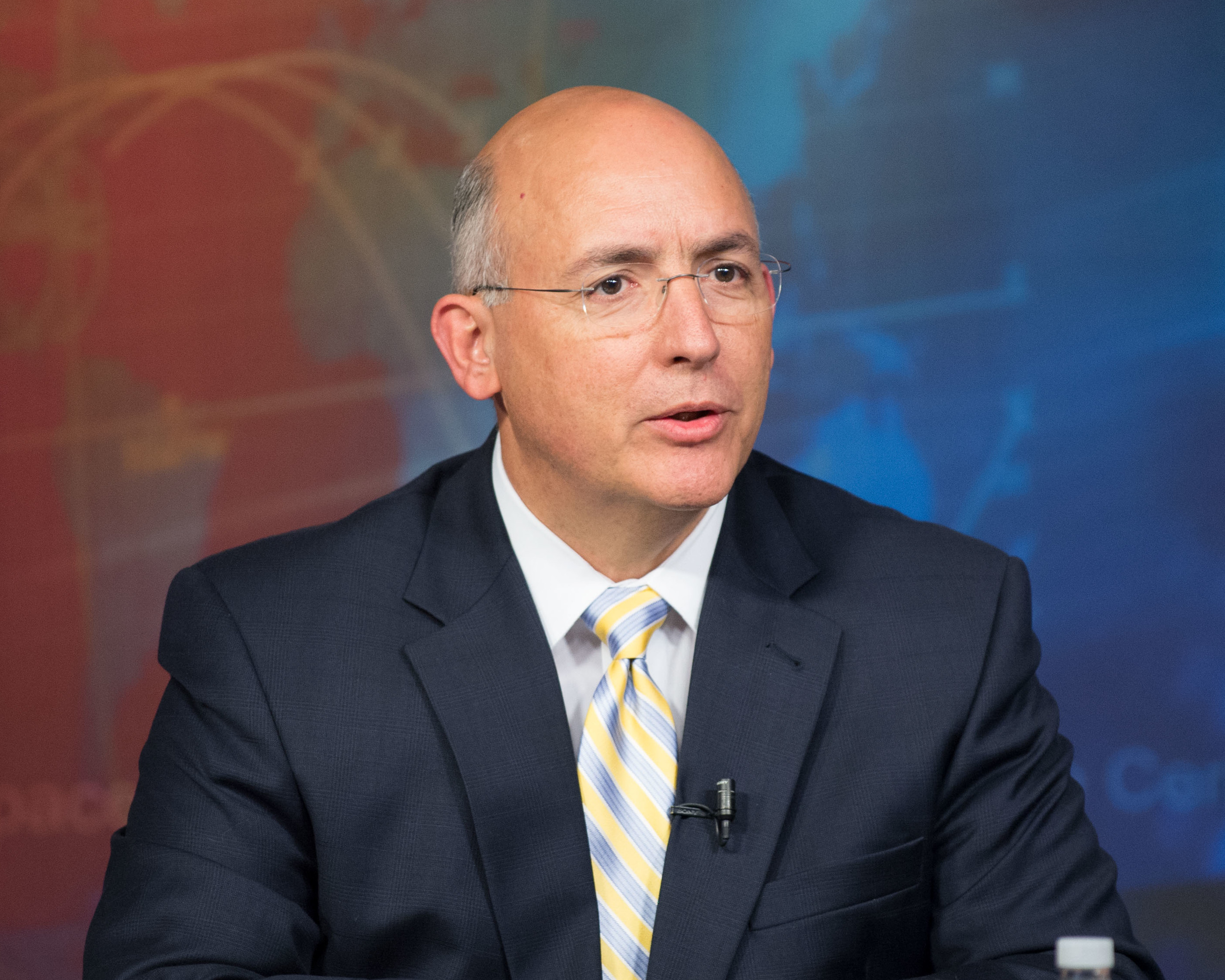
Michael Suffredini, 2012.

Axiom Spaces VD Michael T. Suffredini var tidigare programchef för den internationella rymdstationen från 2005 till 2015. Efter att ha gått i pension från NASA startade Suffredini och Kam Ghaffarian Axiom Space för att sikta på den framväxande marknaden för kommersiella rymdflyg. Ghaffarian är en ingenjör och entreprenör som sålde sitt företag, Stinger Ghaffarian Technologies, Inc., en stor NASA-entreprenör, till KBR 2018. Ghaffarian är också verkställande ordförande för Quantum Space.
Företaget valdes av NASA för att tillhandahålla den första kommersiella destinationsmodulen på den internationella rymdstationen. Axiom Space tillkännagav också i mars 2020 ett kontrakt med SpaceX för att flyga kommersiella astronauter till den internationella rymdstationen via Falcon 9 och Crew Dragon planerat till mars 2022; uppskjutningen ägde rum den 8 april 2022 och besättningen återvände den 25 april.
Företaget hade 110 anställda i februari 2021, med kontor i Houston och Los Angeles.[källa behövs]

## NASA-kontrakt för ISS-moduler

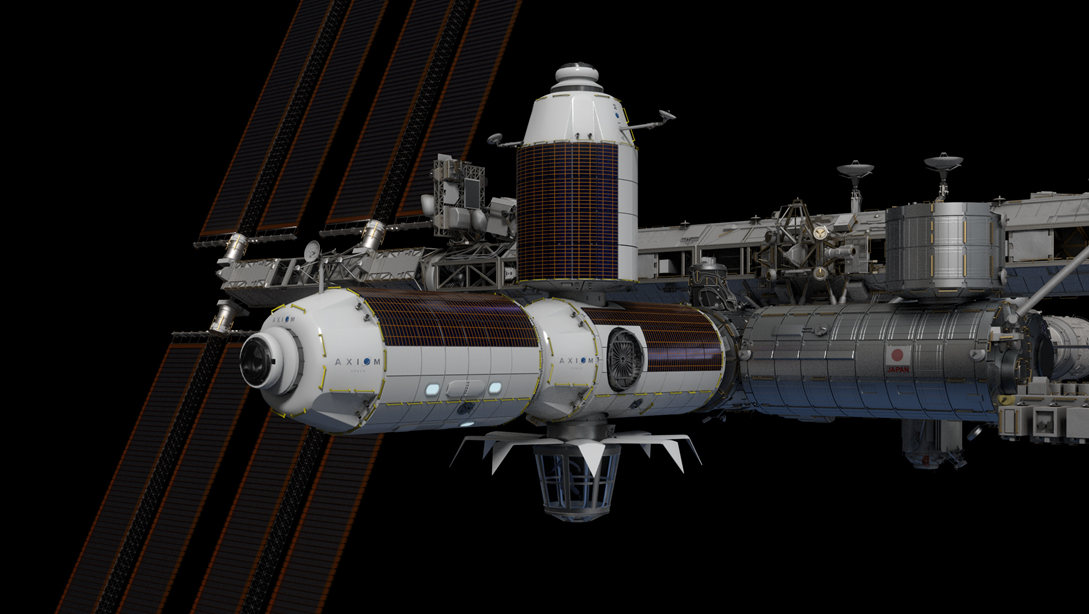
Konstnärlig rendering av Axiom-moduler kopplade till ISS.

År 2020, som en del av det bredare cislunarinitiativet Next Space Technologies for Exploration Partnerships (NextSTEP), tilldelade NASA Axiom ett kontrakt på 140 miljoner dollar för att tillhandahålla minst en beboelig rymdfarkost att ansluta till den internationella rymdstationen. Axiom Space var det enda utvalda förslaget från ansökningsprocessen som lämnades in 2019. Bigelow Aerospace lämnade inget förslag och har därefter upphört med sin verksamhet.
Modulerna som konstruerats av Axiom Space är designade för att anslutas till Harmony-porten på framsidan med avsikten att demonstrera en förmåga att kommersiellt tillhandahålla tjänster och produkter i ekonomin i låg omloppsbana runt jorden. Stationens "Axiomsegment" var planerat från och med januari 2020 att inkludera en nodmodul för att fungera som en koppling, en forsknings- och tillverkningsanläggning, ett besättningshabitat och en modul med stora fönster för att se jorden.

## Axiom Station
Axiom Station har för avsikt att få sina rymdstationsmoduler individuellt uppskjutna och monterade i omloppsbana, först kopplade till den internationella rymdstationen. Innan ISS tas ur drift (och återinträde i atmosfären) planerar företaget att ta bort sina moduler och börja kretsa på egen hand som Axiom Station. Axiom Space-renderingar från 2020 illustrerar hur moduler kan förtöjas och flyttas på ISS av det mobila servicesystemet, särskilt Canadarm2  Canadarm2 kan också fortsätta sin verksamhet på Axiom-rymdstationen efter att ISS tas ur drift i slutet av 2020-talet. Företaget siktar för närvarande på slutet av 2026 för lanseringen av sin första modul till ISS och slutet av 2020-talet för färdigställande av stationen.
Axiom Space planerar att genomföra astronaututbildning för kommersiella astronauter, för att vara värd åt regeringar och kommersiella partners. Upp till tre Axiom Space-moduler kan anslutas till den internationella rymdstationen. Den första modulen förväntas docka till den främre porten i Harmony, vilket skulle kräva omlokalisering av PMA-2. Axiom Space planerar att ansluta upp till två extra moduler till sin ursprungliga kärnmodul och skicka privata astronauter för att besöka modulerna.

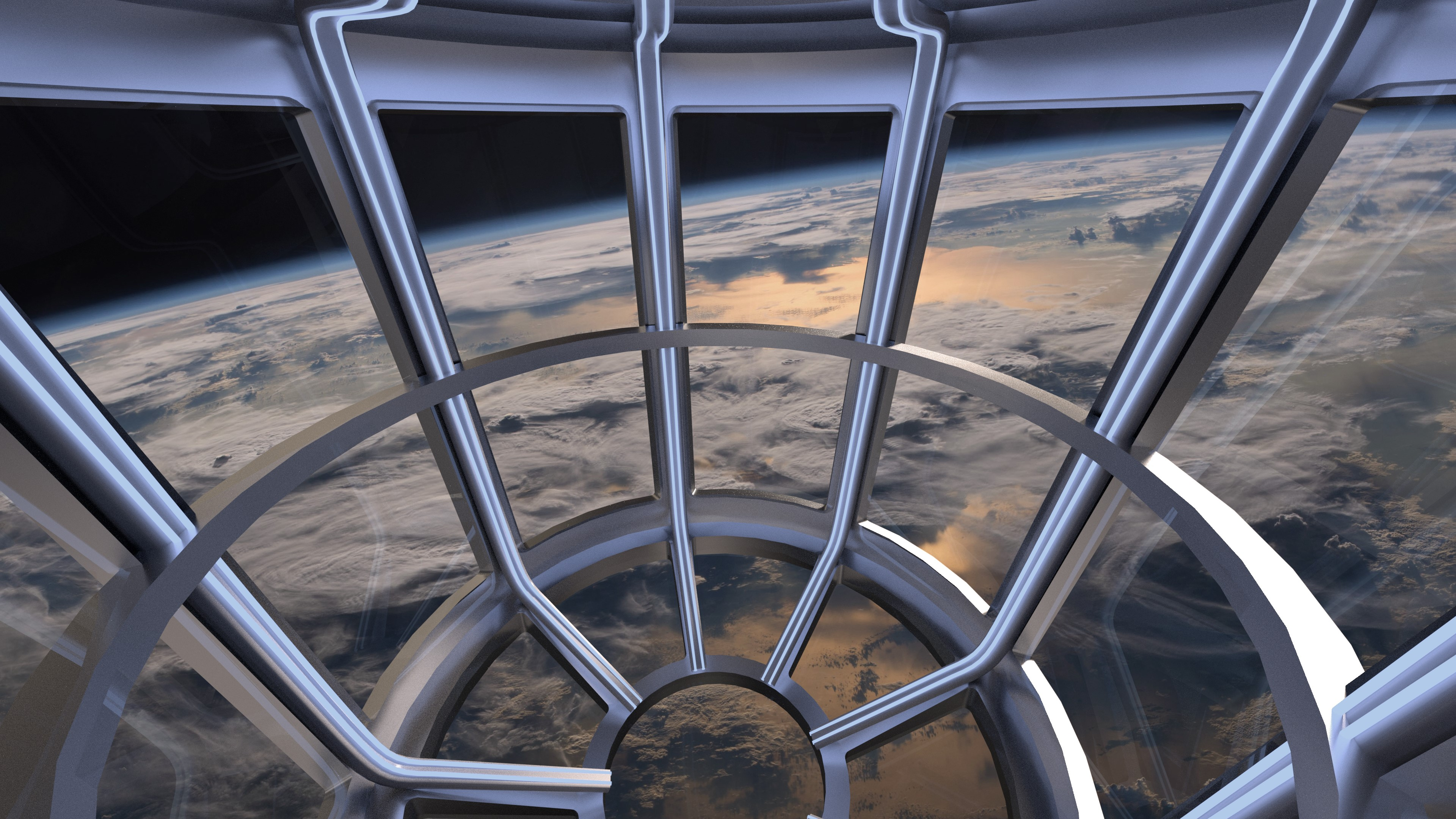
Interiören i det framtida Axiom Earth Observatory (en konstnärlig illustration av modellen designad av Philippe Starck).

Interiören på Axiom Station designades 2018 av den franske arkitekten Philippe Starck. Illustrationer av habitatet visar ett rum med väggar täckta av tuftade vadderingar och prydda med hundratals färgskiftande LED-lampor. Axiom Space har offentligt uppgett att de avser att ha minst en astronaut på stationen kontinuerligt,[när?] som kommer att ansvara för forskningsprojekt och underhåll av stationen. Detta inkluderar bekvämligheter som höghastighets-Wi-Fi, videoskärmar, panoramafönster och en kupol med glasväggar

## Bemannade rymdfärder
Axiom Space tillhandahåller tjänster för bemannade rymdfärder till människor, företag och rymdmyndigheter. Uppdrag till den internationella rymdstationen erbjuds av Axiom Space, med ett 10-dagars uppdrag inklusive 15 veckors träning. Förutom utbildning uppger Axiom Space att paketen inkluderar uppdragsplanering, hårdvaruutveckling, livsuppehållande system, medicinskt stöd, besättningsförsörjning, hårdvaru- och säkerhetscertifieringar, operationer i omloppsbana och uppdragsledning. Uppdragen kan sträcka sig över längre perioder beroende på uppdragets fokus. De tidigare NASA-astronauterna Peggy Whitson och Michael López-Alegría är anställda och tjänstgör som befälhavare för uppdrag.
I juni 2020 sa NASA-administratör Jim Bridenstine att NASA var involverad i inspelningen av en Tom Cruise-film till ISS med SpaceX som förväntades vara transportpartner för flygningarna.

## Forskning och tillverkning i rymden

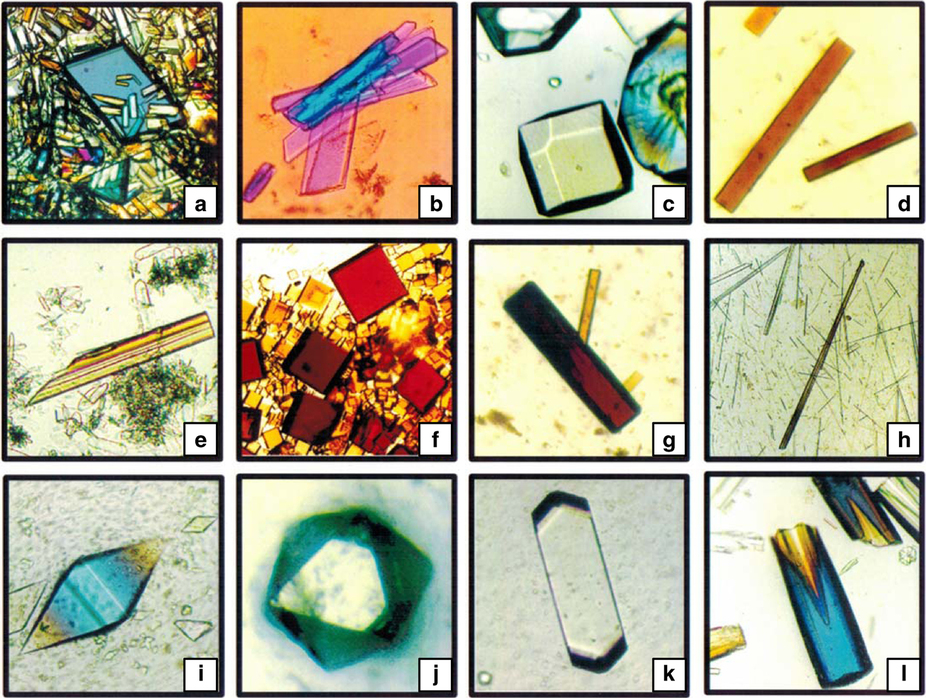
Kristaller odlade i mikrogravitation

Axiom Space har för avsikt att kommersialisera forskning och utveckling inom mikrogravitation genom att använda ISS National Lab tills dess moduler är i drift.[källa behövs]

## Rymduppdrag
I början av juni 2021 tillkännagav Axiom Space ett avtal med SpaceX som lade till tre ytterligare bemannade flygningar till ISS, för totalt fyra.

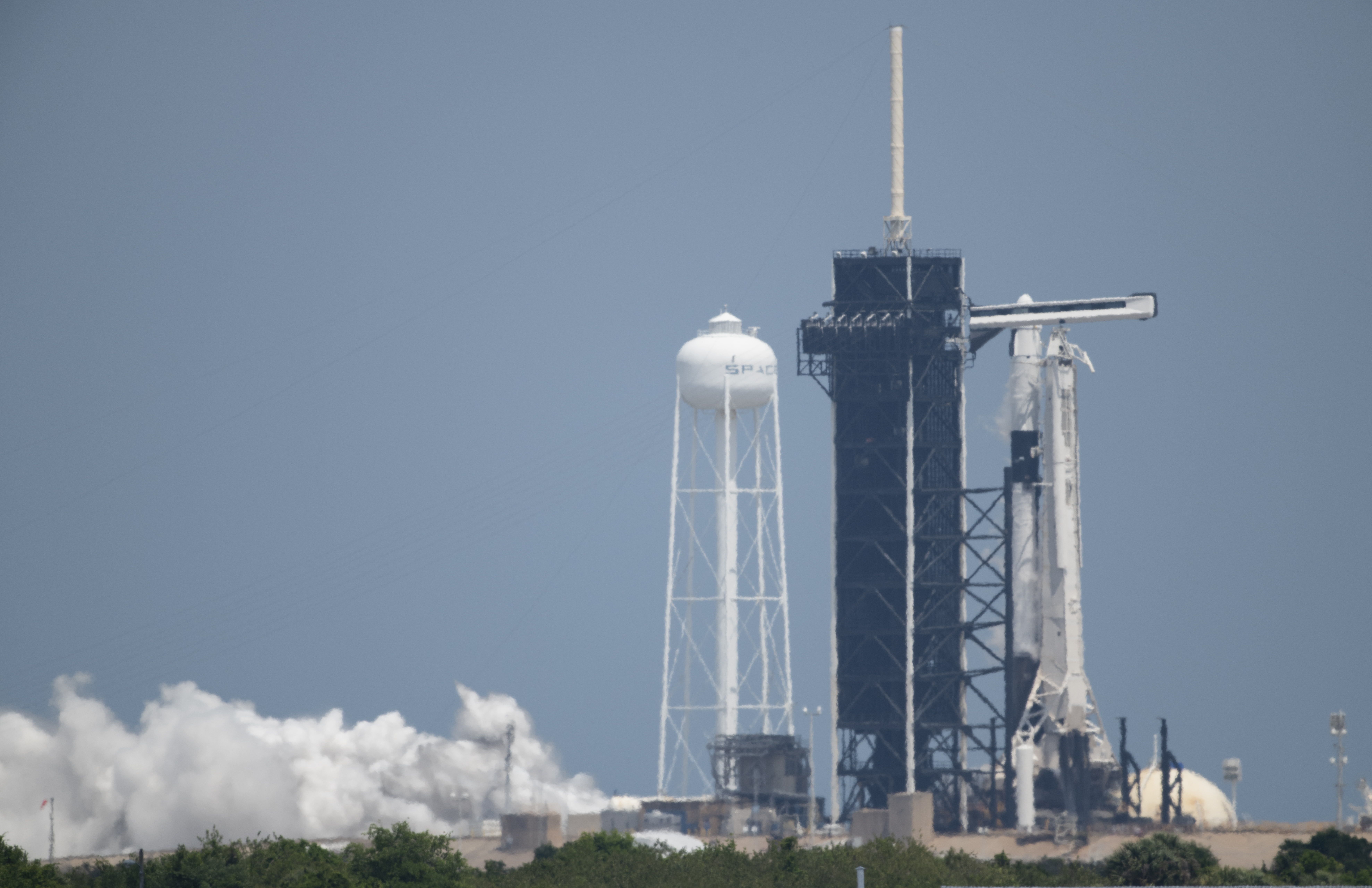
Axiom Mission 1 på LC-39A genomgår förberedelser inför uppskjutning.

### Ax-1
Ax-1 var ett privatfinansierat och genomfört bemannat uppdrag till den internationella rymdstationen (ISS). Uppdraget leddes av Axiom Space från deras kontrollcenter MCC-A i Houston, Texas. Flygningen sköts upp den 8 april 2022 från Kennedy Space Center i Florida. Rymdfarkosten som användes var en SpaceX Crew Dragon. Besättningen bestod av Michael López-Alegría, en amerikansk astronaut född i Spanien som var anställd av Axiom, Eytan Stibbe från Israel, Larry Connor från USA och Mark Pathy från Kanada.

### Ax-2
Ax-2 var ett privat besättningsuppdrag till ISS. Flygningen sköts upp den 21 maj 2023 och skickade fyra personer till ISS. Den 25 maj 2021 meddelade Axiom Space att den tidigare NASA-astronauten Peggy Whitson skulle vara uppdragsbefälhavare och John Shoffner skulle vara uppdragspilot. Två astronauter från Saudiarabien, Ali Alqarni och Rayyanah Barnawi, var också ombord som uppdragsspecialister.

### Ax-3
Ax-3 var ett privat besättningsuppdrag till ISS. Flygningen startade den 18 januari 2024 och skickade fyra personer till ISS. NASA-astronauten Michael López-Alegría var uppdragsbefälhavare och Walter Villadei var uppdragspilot. Två astronauter från Turkiet och Sverige, Alper Gezeravcı och Marcus Wandt, var också ombord som uppdragsspecialister.

### Axe-4
Ax-4 är ett planerat privat besättningsuppdrag till ISS. Flygningen kommer att starta tidigast våren 2025 och transportera fyra personer till ISS, inklusive veteranastronauten Peggy Whitson. I besättningen kommer det att ingå en polsk, en ungersk och en indisk astronaut.

## Axiom Mission Control Center
I januari 2022 slutförde Axioms kontrollcenter (Axiom Space Mission Control Center, eller MCC-A) sin första vetenskapliga nyttolastoperation i omloppsbana på ISS. Vid denna tidpunkt var MCC-A, som ligger på Axioms huvudkontor i Houston, TX, registrerat som en plats för nyttolastdrift. I april 2022 stödde MCC-A ett rekordantal vetenskapliga nyttolastoperationer i omloppsbana och direktsända händelser i omloppsbana för Axioms Ax-1-uppdrag till ISS, som var det första helt privata uppdraget till ISS. I slutet av 2022 blev Axioms MCC-A en certifierad ISS-partner Mission Control Center, kopplad till NASA:s ISS-program, och gick med i en liten grupp internationella partner-kontrollcenter samt SpaceX kontrollcenter. I maj 2023 flög Axiom Space sitt andra uppdrag till ISS, Ax-2, helt med stöd av MCC-A av ett Axiom Space-flygkontrollteam på 6-10 flygledare.

## Rymdflygningar
| Uppgrag         | Uppskjutningsdatum (UTC) | Landningsdatum (UTC) | Besättning                                                                   | Längd       | Rymdfarkost           | Utfall   |
| --------------- | ------------------------ | -------------------- | ---------------------------------------------------------------------------- | ----------- | --------------------- | -------- |
| Axiom Mission 1 | 8 april 2022             | 25 april 2022        | - / Michael López-Alegría - Larry Connor - Mark Pathy - Eytan Stibbe         | 17 dagar    | Crew Dragon Endeavour | Lyckad   |
| Axiom Mission 2 | 21 maj 2023              | 31 maj 2023          | - Peggy Whitson - John Shoffner - Ali AlQarni - Rayyanah Barnawi             | 10 dagar    | Crew Dragon Freedom   | Lyckad   |
| Axiom Mission 3 | 18 januari 2024          | 9 februari 2024      | - / Michael López-Alegría - Walter Villadei - Alper Gezeravcı - Marcus Wandt | 21 dagar    | Crew Dragon Freedom   | Lyckad   |
| Axiom Mission 4 | Kvartal 2, 2025          |                      | - Peggy Whitson - Shubhanshu Shukla - Sławosz Uznański - Tibor Kapu          | 14-21 dagar | Crew Dragon           | Planerad |

### Framtida NASA-kontrakterade rymddräkter
Den 1 juni 2022 meddelade NASA att de hade valt Axiom Space för att utveckla och förse astronauter med nästa generations rymddräkter och system för rymdpromenader, som först ska testas och sedan användas utanför den internationella rymdstationen, samt på månens yta för de bemannade Artemis-uppdragen, och förbereda sig för mänskliga uppdrag till Mars.